# Hör I Orphei Drängar
Hör I Orphei Drängar is deels een compositie van Hugo Alfvén. 
Hör I Orphei Drängar is een nieuwe a capella toonzetting van het gedicht/lied Fredmans Epistel nr. 14 uit  Fredmans Epistlar, een gedichten/liederencylcus van Carl Michael Bellman uit 1790. De gedichten/liederencyclus bestaat uit 82 gedichten/liederen. Hör I Orphei Drängar betekent “Hoor de (boeren)knechten van Orpheus”. Het werd de herkenningsmelodie van het mannenkoor Orphei Drängar, dat rond 1853 werd opgericht en genoemd is naar dat gedicht/lied. Dat Alfvén de tekst voorzag van een nieuwe melodie is niet vreemd, Alfvén gaf leiding aan het koor van 1910 tot 1947 en bouwde het om tot een koor, dat los kwam te staan van het rigide vierstemmig repertoire in de 19e eeuw. Toen Alfvén aantrad vond hij het repertoire nogal ouderwets en stoffig. Alfvén werd echter later zelf gezien als een componist van meer traditionele muziek. Zweden liep toen jaren achter binnen de klassieke muziek van de 20e eeuw.

## Discografie
- Uitgave BIS Records: Orphei Drängar o.l.v. Robert Sund, opname 1993;